# Porte de la Citadelle
La porte de la Citadelle est une porte de Nancy de style Renaissance, délimitant les quartiers de la Ville-Vieille et du Faubourg des trois maisons, à quelques mètres de la Porte de la Craffe. 

## Situation et accès
Cette porte se situe 2 rue de la Citadelle dans le quartier Ville Vieille - Léopold.

## Origine du nom
Cette porte était l'entrée de la Citadelle.

## Histoire

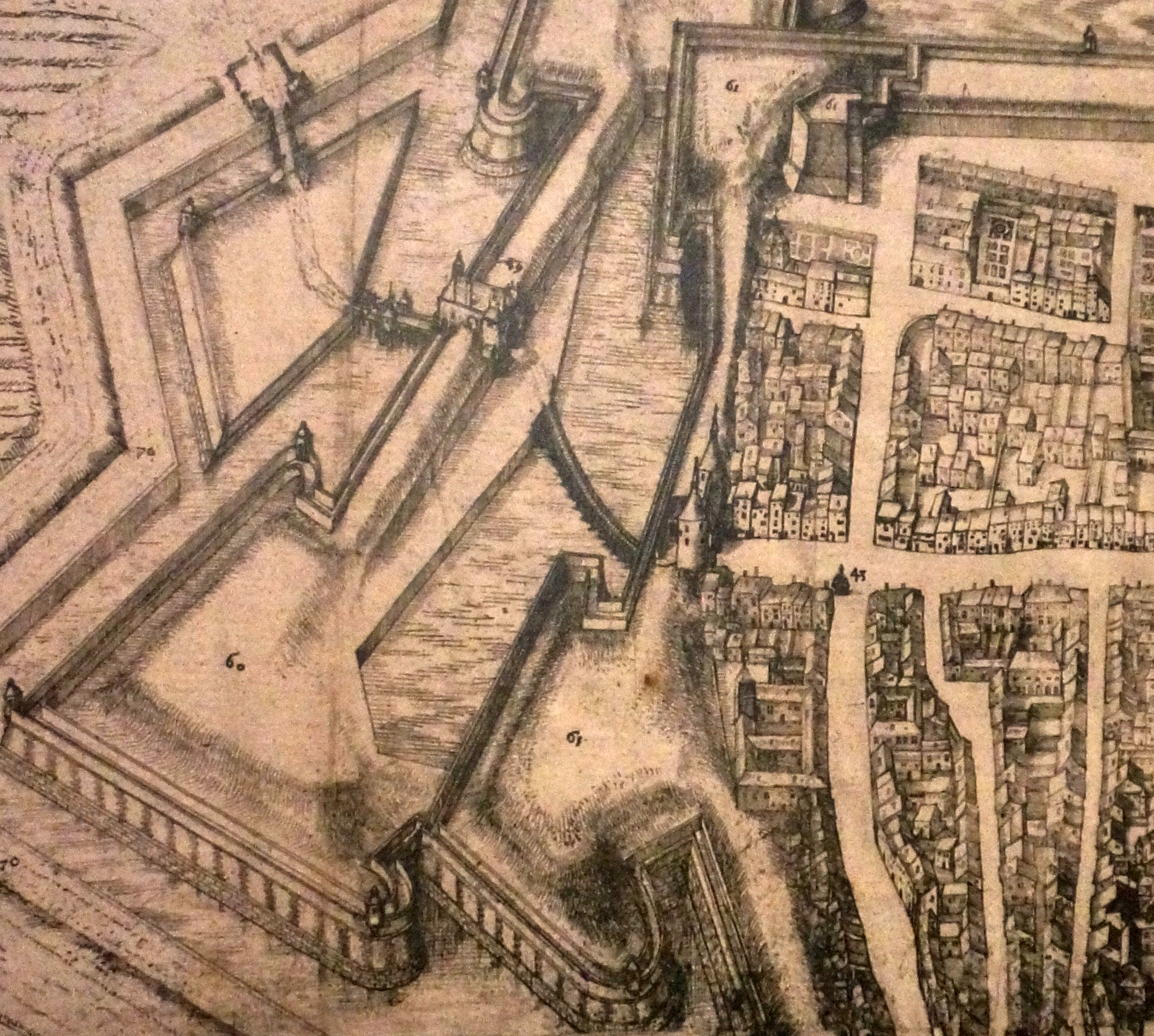
La porte de la citadelle, N° 13, entre ses deux passerelles sur les douves.

À l'origine nommée Porte Notre-Dame, elle fut élevée en 1598 par Florent Drouin le Jeune entre les bastions le duc et le marquis appelés ainsi en hommage au duc Charles III, et à son fils le marquis de Pont. Souhaitant renforcer la défense de la Porte de la Craffe, Charles III demanda à Orféo Galeani la construction des deux bastions à oreillettes.
Elle a été classée monument historique par un arrêté du 24 janvier 1910.
Sous la pression urbanistique, les remparts et fossés disparaissent et il ne reste plus que les portes qui ont été préservées.

## Bâtiments remarquables et lieux de mémoire
- Statue de Charles III de Giorné Viard datant de 1863 sur le côté nord.
- Jardin de la Citadelle : Une porte dérobée permet de monter sur l'ancien rempart qui, depuis les années 1990, abrite un paisible jardin médiéval.

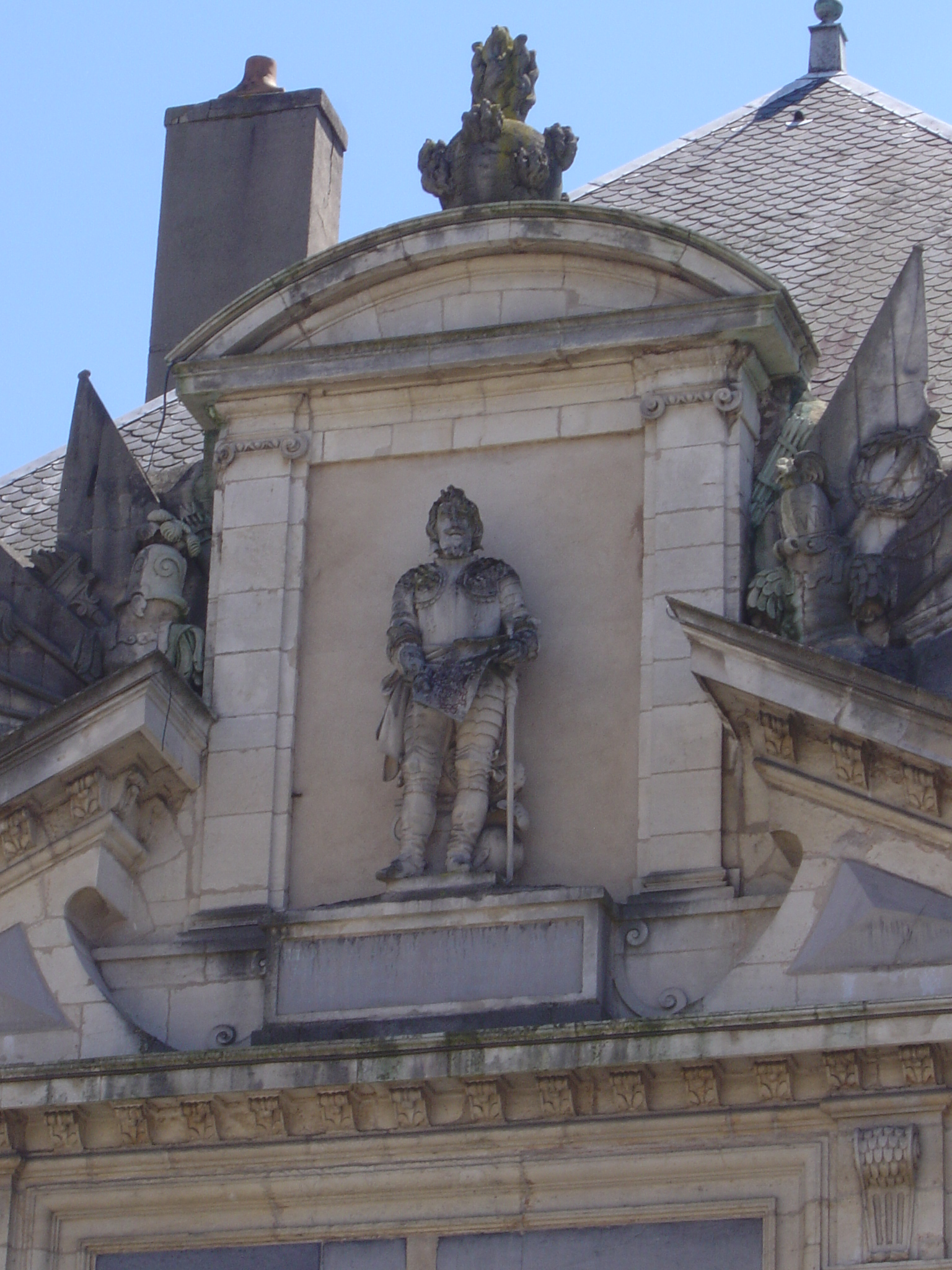
Charles III.
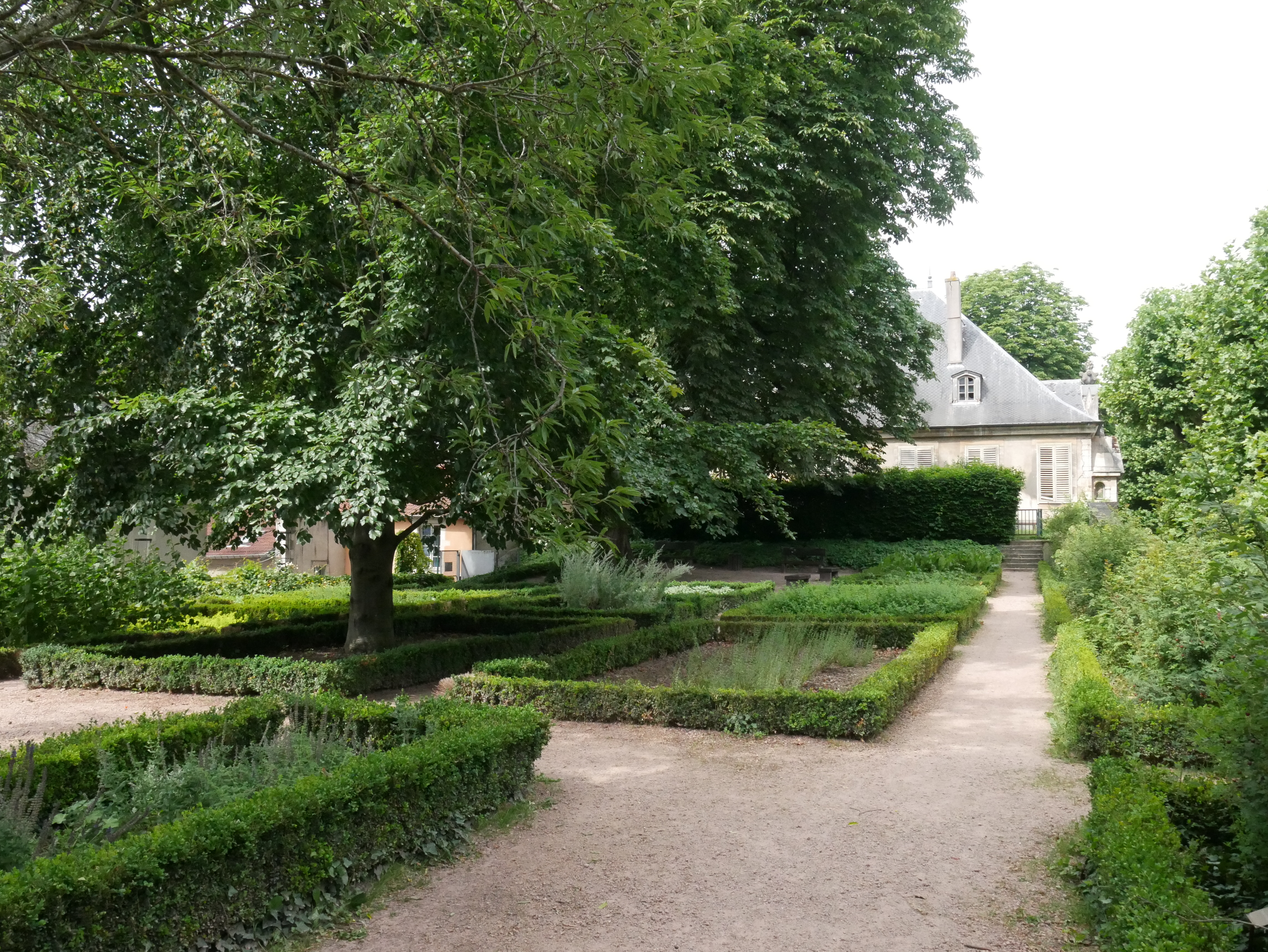
Jardin de la Citadelle.

.